# ORANGE (フィッシュマンズのアルバム)
『ORANGE』（オレンジ）は、日本のバンドフィッシュマンズの4枚目のスタジオ・アルバムである。1994年10月21日発売。発売元はメディア・レモラス。

## 概要
- ロンドンにてレコーディング。
- サポートギタリストにBuffalo Daughterのシュガー吉永を迎えている。
- CD EXTRAとして「MY LIFE」のPV、フィッシュマンズのコメントを収録。
- 本作を最後に、キーボードのHAKASEが脱退。

## 収録曲
1. Intro[0:22]
2. 気分[4:22]
作詞・作曲：佐藤伸治／編曲：フィッシュマンズ
3. 忘れちゃうひととき[5:47]
作詞・作曲：佐藤伸治／編曲：フィッシュマンズ
4. MY LIFE[3:50]
作詞・作曲：佐藤伸治／編曲：フィッシュマンズ
5. MELODY[5:46]※アルバムバージョン
作詞・作曲：佐藤伸治／編曲：フィッシュマンズ
6. 帰り道[3:10]
作詞・作曲：佐藤伸治／編曲：フィッシュマンズ
7. 感謝(驚)[5:49]
作詞・作曲：佐藤伸治／編曲：フィッシュマンズ
8. Woofer Girl[5:13]
作詞・作曲：HAKASE／編曲：フィッシュマンズ
9. 夜の想い[5:42]
作詞・作曲：佐藤伸治／編曲：フィッシュマンズ